# Rejon ugrański
Rejon ugrański (ros. Угранский район) – jednostka administracyjna wchodząca w skład obwodu smoleńskiego w Rosji.
Centrum administracyjnym rejonu jest wieś Ugra (w latach 1966–2013 była osiedlem typu miejskiego). W granicach rejonu usytuowane są miejscowości, centra administracyjne wiejskich osiedli: Wschody, Znamienka.